# Lanrivain
Lanrivain är en kommun i departementet Côtes-d'Armor i regionen Bretagne i nordvästra Frankrike. Kommunen ligger i kantonen Saint-Nicolas-du-Pélem som tillhör arrondissementet Guingamp. År 2022 hade Lanrivain 465 invånare.

## Befolkningsutveckling
Antalet invånare i kommunen Lanrivain
Referens:INSEE